# Macierzanka wczesna
Macierzanka wczesna (Thymus praecox Opiz) – gatunek rośliny z rodziny jasnotowatych (Lamiaceae). Rośnie dziko tylko w Europie. W Polsce rzadki. Występuje tylko w Ojcowskim Parku Narodowym w Dolinie Prądnika i Dolinie Sąspowskiej.

## Morfologia

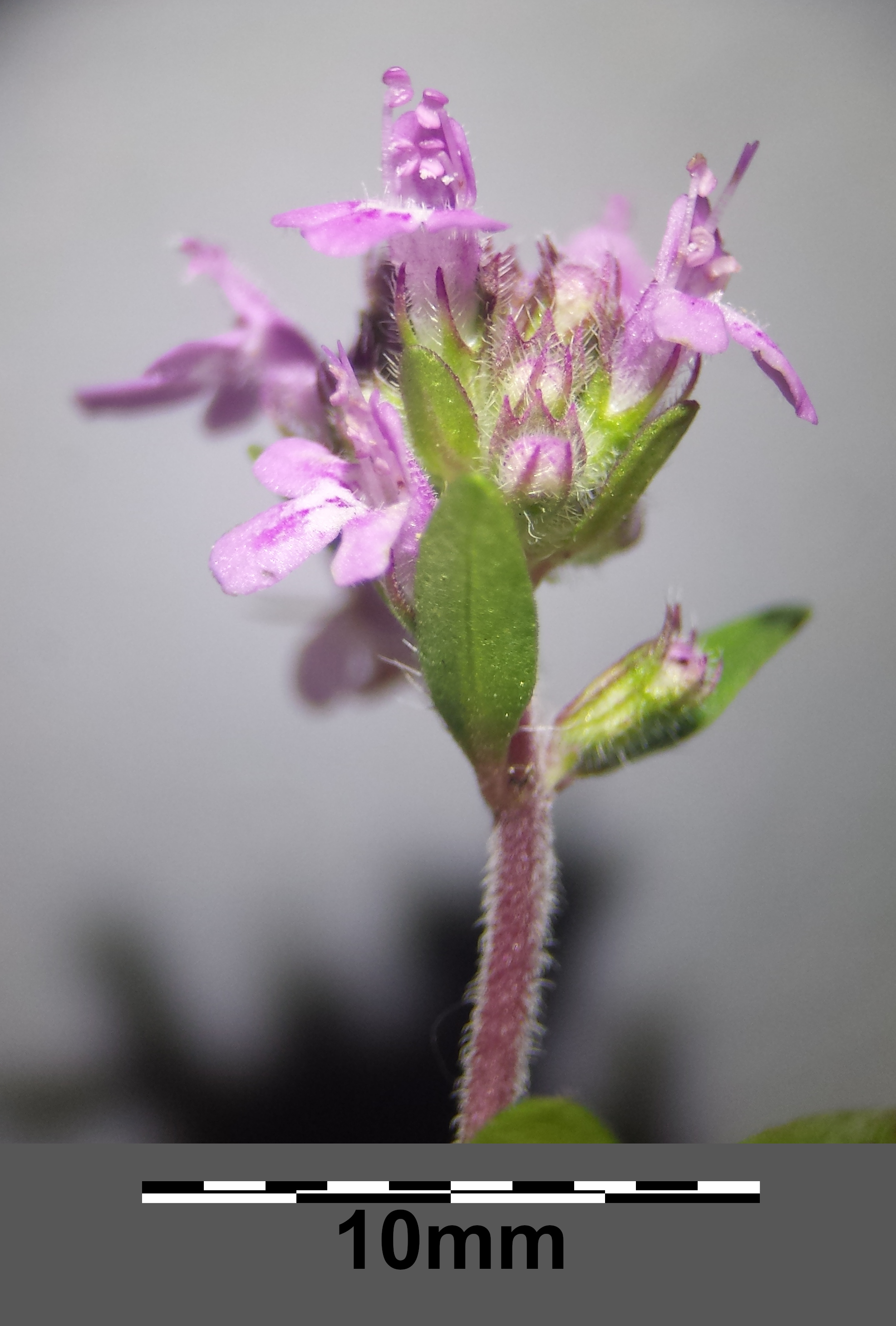
Kwiatostan u podgatunku typowego

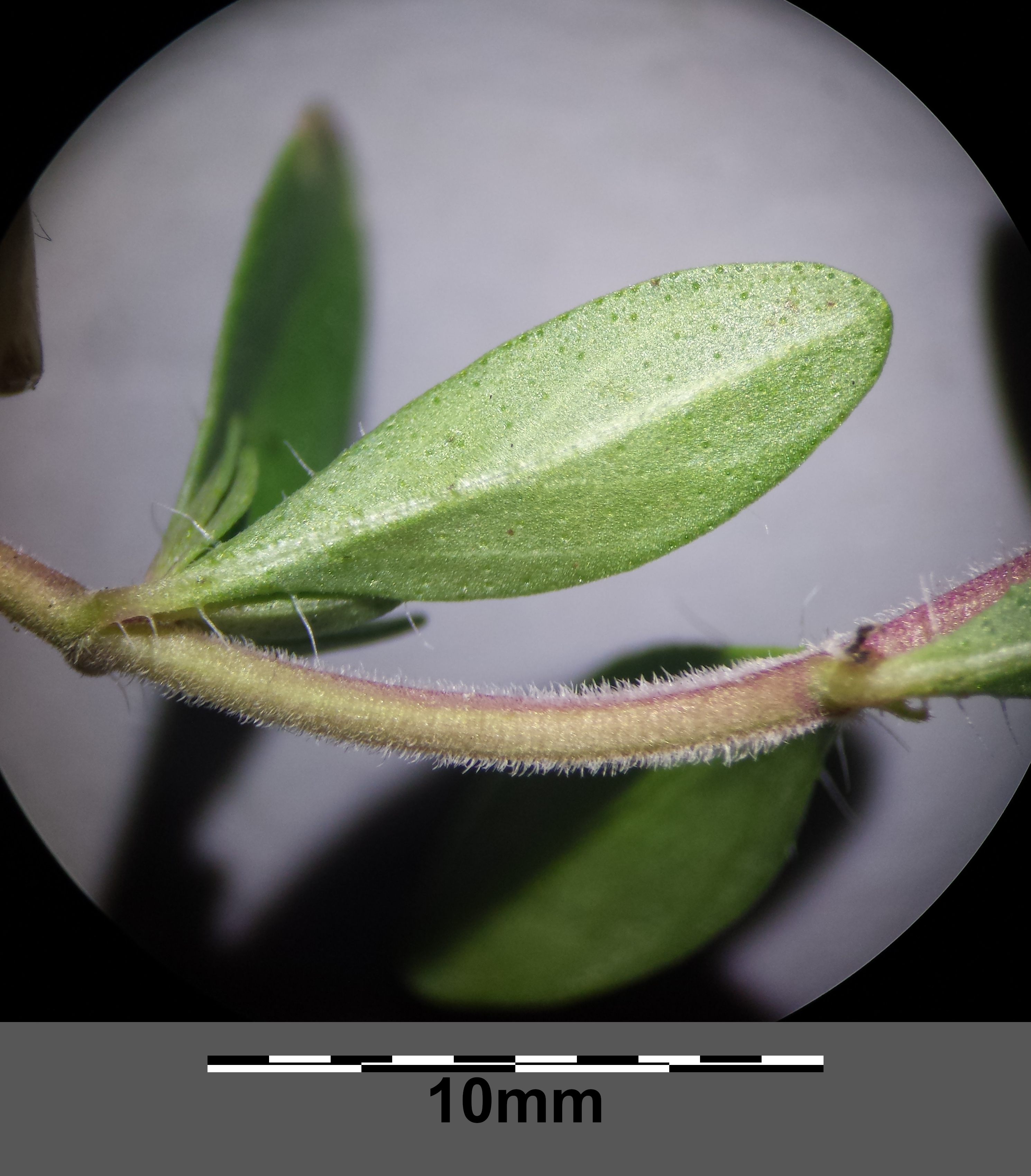
Liść i łodyga owłosiona dookoła

ŁodygaPłożące się gałązki rozłogowe do 30 cm długości, wzniesione gałązki kwiatostanowe do 10 cm długości.
LiścieŁopatkowate lub jajowate, orzęsione, od dołu ku górze coraz większe, do 15 mm długości i 8 mm szerokości.
KwiatySkupione w główkowaty kwiatostan. Wargi kielicha równe, ząbki wargi górnej trójkątne.

## Biologia i ekologia
Półkrzew. Rośnie w murawach naskalnych na skałach wapiennych. Gatunek charakterystyczny związku Seslerio-Festucion duriusculae.

## Zmienność

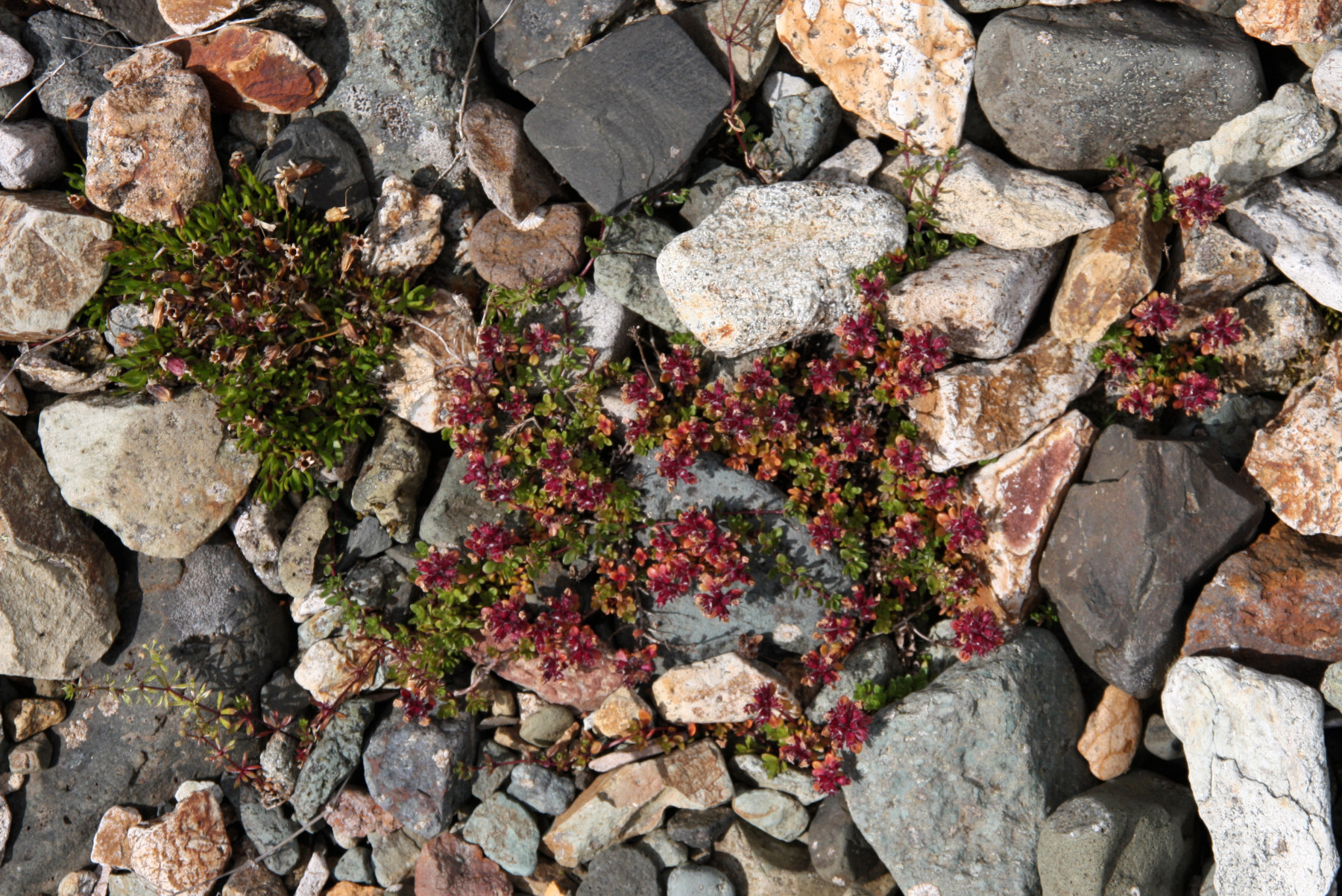
Podgatunek arcticus w Islandii

Gatunek zróżnicowany na kilka podgatunków:
- Thymus praecox subsp. caucasicus (Willd. ex Ronniger) Jalas - występuje w Turcji i na Kaukazie
- Thymus praecox subsp. grossheimii (Ronniger) Jalas - rośnie w Turcji i Iranie
- Thymus praecox subsp. jankae (Celak.) Jalas - występuje na Półwyspie Bałkańskim i w Turcji
- Thymus praecox subsp. polytrichus (A.Kern. ex Borbás) Jalas - rośnie w górach południowej Europy
- Thymus praecox subsp. praecox - występuje w zachodniej i centralnej Europie
- Thymus praecox subsp. widderi (Ronniger ex Machule) P.A.Schmidt - rośnie we wschodnich Alpach
- Thymus praecox subsp. zygiformis (Heinr.Braun ex Wettst.) Jalas - występuje na Półwyspie Bałkańskim

## Zagrożenia i ochrona
Kategorie zagrożenia gatunku:
- Kategoria zagrożenia w Polsce według Czerwonej listy roślin i grzybów Polski (2006)[6]: E (wymierający, krytycznie zagrożony); 2016: CR (krytycznie zagrożony)[7].
- Kategoria zagrożenia w Polsce według Polskiej Czerwonej Księgi Roślin (2001, 2014): CR (krytycznie zagrożony)[8].

Gatunek objęty ochroną ścisłą.

## Zastosowanie i uprawa
Jest uprawiana jako roślina ozdobna. Nadaje się do ogrodów skalnych i jako roślina okrywowa. Wymaga słonecznego stanowiska i lubi lekko kwaśne podłoże (pH 5,5–6). Uprawiana jest przez siew nasion wczesną wiosną. Rośnie powoli, zakwita dopiero w drugim roku. Należy ją starannie odchwaszczać. Jest wystarczająco mrozoodporna (strefy mrozoodporności 5-10). Po przekwitnięciu kwiatostany należy usuwać.